# Рамануџанов збир
У теорији бројева, Рамануџанов збир, који се обично означава са {\displaystyle c_{q}(n)}, је функција две позитивне целобројне променљиве q и n дефинисана формулом:
{\displaystyle c_{q}(n)=\sum _{1\leq a\leq q \atop (a,q)=1}e^{2\pi i{\tfrac {a}{q}}n},}
где {\displaystyle (a,q)=1} значи да a узима само вредности узајамно просте са q.
Сриниваса Рамануџан је поменуо ове збирове у раду из 1918. године. Поред развоја размотрених у овом чланку, Рамануџанови збирови се користе у доказу Виноградовљеве теореме да је сваки довољно велики непаран број збир три проста броја.

## Нотација
За целе бројеве a и b, {\displaystyle a\mid b} се чита „a дели b” и значи да постоји цео број c такав да је {\displaystyle {\frac {b}{a}}=c.} Слично, {\displaystyle a\nmid b} се чита „a не дели b”. Симбол за сумирање
{\displaystyle \sum _{d\,\mid \,m}f(d)}
значи да d пролази кроз све позитивне делитеље броја m, нпр.
{\displaystyle \sum _{d\,\mid \,12}f(d)=f(1)+f(2)+f(3)+f(4)+f(6)+f(12).}
{\displaystyle (a,\,b)} је највећи заједнички делилац,
{\displaystyle \phi (n)} је Ојлерова фи функција,
{\displaystyle \mu (n)} је Мебијусова функција, а
{\displaystyle \zeta (s)} је Риманова зета-функција.

## Формуле заcq(n)

### Тригонометрија
Ове формуле потичу из дефиниције, Ојлерове формуле {\displaystyle e^{ix}=\cos x+i\sin x,} и елементарних тригонометријских идентитета.
{\displaystyle {\begin{aligned}c_{1}(n)&=1\\c_{2}(n)&=\cos n\pi \\c_{3}(n)&=2\cos {\tfrac {2}{3}}n\pi \\c_{4}(n)&=2\cos {\tfrac {1}{2}}n\pi \\c_{5}(n)&=2\cos {\tfrac {2}{5}}n\pi +2\cos {\tfrac {4}{5}}n\pi \\c_{6}(n)&=2\cos {\tfrac {1}{3}}n\pi \\c_{7}(n)&=2\cos {\tfrac {2}{7}}n\pi +2\cos {\tfrac {4}{7}}n\pi +2\cos {\tfrac {6}{7}}n\pi \\c_{8}(n)&=2\cos {\tfrac {1}{4}}n\pi +2\cos {\tfrac {3}{4}}n\pi \\c_{9}(n)&=2\cos {\tfrac {2}{9}}n\pi +2\cos {\tfrac {4}{9}}n\pi +2\cos {\tfrac {8}{9}}n\pi \\c_{10}(n)&=2\cos {\tfrac {1}{5}}n\pi +2\cos {\tfrac {3}{5}}n\pi \\\end{aligned}}}
и тако даље ((секвенца A000012 у ), (секвенца A033999 у ), (секвенца A099837 у ), (секвенца A176742 у ),.., (секвенца A100051 у ),...). {\displaystyle c_{q}(n)} је увек цео број.

### Клојверова формула
Нека је {\displaystyle \zeta _{q}=e^{\frac {2\pi i}{q}}.} Тада је {\displaystyle \zeta _{q}} корен једначине {\displaystyle x^{q}-1=0}. Сваки његов степен,
{\displaystyle \zeta _{q},\zeta _{q}^{2},\ldots ,\zeta _{q}^{q-1},\zeta _{q}^{q}=\zeta _{q}^{0}=1}
је такође корен. Пошто их има q, они су сви корени. Бројеви {\displaystyle \zeta _{q}^{n}} где је 1 ≤ n ≤ q називају се q-ти корени јединице. {\displaystyle \zeta _{q}} се назива примитивни q-ти корен јединице јер је најмања вредност n за коју је {\displaystyle \zeta _{q}^{n}=1} управо q. Остали примитивни q-ти корени јединице су бројеви {\displaystyle \zeta _{q}^{a}} где је (a, q) = 1. Стога, постоји φ(q) примитивних q-тих корена јединице.
Тако је Рамануџанов збир cq(n) збир n-тих степена примитивних q-тих корена јединице.
Чињеница је да су степени од {\displaystyle \zeta _{q}} тачно примитивни корени за све делитеље броја q.
Пример. Нека је q = 12. Тада су
{\displaystyle \zeta _{12},\zeta _{12}^{5},\zeta _{12}^{7},} и {\displaystyle \zeta _{12}^{11}} примитивни дванаести корени јединице,
{\displaystyle \zeta _{12}^{2}} и {\displaystyle \zeta _{12}^{10}} су примитивни шести корени јединице,
{\displaystyle \zeta _{12}^{3}=i} и {\displaystyle \zeta _{12}^{9}=-i} су примитивни четврти корени јединице,
{\displaystyle \zeta _{12}^{4}} и {\displaystyle \zeta _{12}^{8}} су примитивни трећи корени јединице,
{\displaystyle \zeta _{12}^{6}=-1} је примитивни други корен јединице, и
{\displaystyle \zeta _{12}^{12}=1} је примитивни први корен јединице.
Стога, ако је
{\displaystyle \eta _{q}(n)=\sum _{k=1}^{q}\zeta _{q}^{kn}}
збир n-тих степена свих корена, примитивних и непримитивних,
{\displaystyle \eta _{q}(n)=\sum _{d\mid q}c_{d}(n),}
и помоћу Мебијусове инверзије,
{\displaystyle c_{q}(n)=\sum _{d\mid q}\mu \left({\frac {q}{d}}\right)\eta _{d}(n).}
Из идентитета xq − 1 = (x − 1)(xq−1 + xq−2 + ... + x + 1) следи да је
{\displaystyle \eta _{q}(n)={\begin{cases}0&q\nmid n\\q&q\mid n\\\end{cases}}}
а ово води до формуле
{\displaystyle c_{q}(n)=\sum _{d\mid (q,n)}\mu \left({\frac {q}{d}}\right)d,}
коју је објавио Клојвер 1906. године.
Ово показује да је cq(n) увек цео број. Упоредите је са формулом
{\displaystyle \phi (q)=\sum _{d\mid q}\mu \left({\frac {q}{d}}\right)d.}

### вон Штернекова формула
Из дефиниције се лако показује да је cq(n) мултипликативна када се посматра као функција од q за фиксну вредност n: тј.
{\displaystyle {\mbox{Ако је }}\;(q,r)=1\;{\mbox{ тада је }}\;c_{q}(n)c_{r}(n)=c_{qr}(n).}
Из дефиниције (или Клојверове формуле) једноставно је доказати да, ако је p прост број,
{\displaystyle c_{p}(n)={\begin{cases}-1&{\mbox{  ако }}p\nmid n\\\phi (p)&{\mbox{  ако }}p\mid n\\\end{cases}},}
и ако је pk степен простог броја где је k > 1,
{\displaystyle c_{p^{k}}(n)={\begin{cases}0&{\mbox{  ако }}p^{k-1}\nmid n\\-p^{k-1}&{\mbox{  ако }}p^{k-1}\mid n{\mbox{ и }}p^{k}\nmid n\\\phi (p^{k})&{\mbox{  ако }}p^{k}\mid n\\\end{cases}}.}
Овај резултат и мултипликативно својство могу се користити да се докаже
{\displaystyle c_{q}(n)=\mu \left({\frac {q}{(q,n)}}\right){\frac {\phi (q)}{\phi \left({\frac {q}{(q,n)}}\right)}}.}
Ово се назива вон Штернекова аритметичка функција. Еквивалентност ове функције и Рамануџановог збира дугује се Хелдеру.

### Друга својстваcq(n)
За све позитивне целе бројеве q,
{\displaystyle {\begin{aligned}c_{1}(q)&=1\\c_{q}(1)&=\mu (q)\\c_{q}(q)&=\phi (q)\\c_{q}(m)&=c_{q}(n)&&{\text{за }}m\equiv n{\pmod {q}}\\\end{aligned}}}
За фиксну вредност q, апсолутна вредност низа {\displaystyle \{c_{q}(1),c_{q}(2),\ldots \}} је ограничена са φ(q), а за фиксну вредност n, апсолутна вредност низа {\displaystyle \{c_{1}(n),c_{2}(n),\ldots \}} је ограничена са n.
Ако је q > 1
{\displaystyle \sum _{n=a}^{a+q-1}c_{q}(n)=0.}
Нека су m1, m2 > 0, m = нзс(m1, m2). Тада Рамануџанови збирови задовољавају својство ортогоналности:
{\displaystyle {\frac {1}{m}}\sum _{k=1}^{m}c_{m_{1}}(k)c_{m_{2}}(k)={\begin{cases}\phi (m)&m_{1}=m_{2}=m,\\0&{\text{иначе}}\end{cases}}}
Нека су n, k > 0. Тада
{\displaystyle \sum _{\stackrel {d\mid n}{\gcd(d,k)=1}}d\;{\frac {\mu ({\tfrac {n}{d}})}{\phi (d)}}={\frac {\mu (n)c_{n}(k)}{\phi (n)}},}
познат као Брауер-Радемахеров идентитет.
Ако је n > 0 и a било који цео број, такође имамо
{\displaystyle \sum _{\stackrel {1\leq k\leq n}{\gcd(k,n)=1}}c_{n}(k-a)=\mu (n)c_{n}(a),}
што се дугује Коену.

## Табела
|   |    | n  |    |    |    |    |    |    |    |    |    |     |    |     |     |    |    |    |    |    |    |    |    |    |    |    |    |    |    |    |    |
| 1 | 2  | 3  | 4  | 5  | 6  | 7  | 8  | 9  | 10 | 11 | 12 | 13  | 14 | 15  | 16  | 17 | 18 | 19 | 20 | 21 | 22 | 23 | 24 | 25 | 26 | 27 | 28 | 29 | 30 |    |    |
| s | 1  | 1  | 1  | 1  | 1  | 1  | 1  | 1  | 1  | 1  | 1  | 1   | 1  | 1   | 1   | 1  | 1  | 1  | 1  | 1  | 1  | 1  | 1  | 1  | 1  | 1  | 1  | 1  | 1  | 1  | 1  |
| s | 2  | −1 | 1  | −1 | 1  | −1 | 1  | −1 | 1  | −1 | 1  | −1  | 1  | −1  | 1   | −1 | 1  | −1 | 1  | −1 | 1  | −1 | 1  | −1 | 1  | −1 | 1  | −1 | 1  | −1 | 1  |
| s | 3  | −1 | −1 | 2  | −1 | −1 | 2  | −1 | −1 | 2  | −1 | −1  | 2  | −1  | −1  | 2  | −1 | −1 | 2  | −1 | −1 | 2  | −1 | −1 | 2  | −1 | −1 | 2  | −1 | −1 | 2  |
| s | 4  | 0  | −2 | 0  | 2  | 0  | −2 | 0  | 2  | 0  | −2 | 0   | 2  | 0   | −2  | 0  | 2  | 0  | −2 | 0  | 2  | 0  | −2 | 0  | 2  | 0  | −2 | 0  | 2  | 0  | −2 |
| s | 5  | −1 | −1 | −1 | −1 | 4  | −1 | −1 | −1 | −1 | 4  | −1  | −1 | −1  | −1  | 4  | −1 | −1 | −1 | −1 | 4  | −1 | −1 | −1 | −1 | 4  | −1 | −1 | −1 | −1 | 4  |
| s | 6  | 1  | −1 | −2 | −1 | 1  | 2  | 1  | −1 | −2 | −1 | 1   | 2  | 1   | −1  | −2 | −1 | 1  | 2  | 1  | −1 | −2 | −1 | 1  | 2  | 1  | −1 | −2 | −1 | 1  | 2  |
| s | 7  | −1 | −1 | −1 | −1 | −1 | −1 | 6  | −1 | −1 | −1 | −1  | −1 | −1  | 6   | −1 | −1 | −1 | −1 | −1 | −1 | 6  | −1 | −1 | −1 | −1 | −1 | −1 | 6  | −1 | −1 |
| s | 8  | 0  | 0  | 0  | −4 | 0  | 0  | 0  | 4  | 0  | 0  | 0   | −4 | 0   | 0   | 0  | 4  | 0  | 0  | 0  | −4 | 0  | 0  | 0  | 4  | 0  | 0  | 0  | −4 | 0  | 0  |
| s | 9  | 0  | 0  | −3 | 0  | 0  | −3 | 0  | 0  | 6  | 0  | 0   | −3 | 0   | 0   | −3 | 0  | 0  | 6  | 0  | 0  | −3 | 0  | 0  | −3 | 0  | 0  | 6  | 0  | 0  | −3 |
| s | 10 | 1  | −1 | 1  | −1 | −4 | −1 | 1  | −1 | 1  | 4  | 1   | −1 | 1   | −1  | −4 | −1 | 1  | −1 | 1  | 4  | 1  | −1 | 1  | −1 | −4 | −1 | 1  | −1 | 1  | 4  |
| s | 11 | −1 | −1 | −1 | −1 | −1 | −1 | −1 | −1 | −1 | −1 | 10  | −1 | −1  | −1  | −1 | −1 | −1 | −1 | −1 | −1 | −1 | 10 | −1 | −1 | −1 | −1 | −1 | −1 | −1 | −1 |
| s | 12 | 0  | 2  | 0  | −2 | 0  | −4 | 0  | −2 | 0  | 2  | 0   | 4  | 0   | 2   | 0  | −2 | 0  | −4 | 0  | −2 | 0  | 2  | 0  | 4  | 0  | 2  | 0  | −2 | 0  | −4 |
| s | 13 | −1 | −1 | −1 | −1 | −1 | −1 | −1 | −1 | −1 | −1 | −1  | −1 | 12  | −1  | −1 | −1 | −1 | −1 | −1 | −1 | −1 | −1 | −1 | −1 | −1 | 12 | −1 | −1 | −1 | −1 |
| s | 14 | 1  | −1 | 1  | −1 | 1  | −1 | −6 | −1 | 1  | −1 | 1   | −1 | 1   | 6   | 1  | −1 | 1  | −1 | 1  | −1 | −6 | −1 | 1  | −1 | 1  | −1 | 1  | 6  | 1  | −1 |
| s | 15 | 1  | 1  | −2 | 1  | −4 | −2 | 1  | 1  | −2 | −4 | 1   | −2 | 1   | 1   | 8  | 1  | 1  | −2 | 1  | −4 | −2 | 1  | 1  | −2 | −4 | 1  | −2 | 1  | 1  | 8  |
| s | 16 | 0  | 0  | 0  | 0  | 0  | 0  | 0  | −8 | 0  | 0  | 0   | 0  | 0   | 0   | 0  | 8  | 0  | 0  | 0  | 0  | 0  | 0  | 0  | −8 | 0  | 0  | 0  | 0  | 0  | 0  |
| s | 17 | −1 | −1 | −1 | −1 | −1 | −1 | −1 | −1 | −1 | −1 | −1  | −1 | −1  | −1  | −1 | −1 | 16 | −1 | −1 | −1 | −1 | −1 | −1 | −1 | −1 | −1 | −1 | −1 | −1 | −1 |
| s | 18 | 0  | 0  | 3  | 0  | 0  | −3 | 0  | 0  | −6 | 0  | 0   | −3 | 0   | 0   | 3  | 0  | 0  | 6  | 0  | 0  | 3  | 0  | 0  | −3 | 0  | 0  | −6 | 0  | 0  | −3 |
| s | 19 | −1 | −1 | −1 | −1 | −1 | −1 | −1 | −1 | −1 | −1 | −1  | −1 | −1  | −1  | −1 | −1 | −1 | −1 | 18 | −1 | −1 | −1 | −1 | −1 | −1 | −1 | −1 | −1 | −1 | −1 |
| s | 20 | 0  | 2  | 0  | −2 | 0  | 2  | 0  | −2 | 0  | −8 | 0   | −2 | 0   | 2   | 0  | −2 | 0  | 2  | 0  | 8  | 0  | 2  | 0  | −2 | 0  | 2  | 0  | −2 | 0  | −8 |
| s | 21 | 1  | 1  | −2 | 1  | 1  | −2 | −6 | 1  | −2 | 1  | 1   | −2 | 1   | −6  | −2 | 1  | 1  | −2 | 1  | 1  | 12 | 1  | 1  | −2 | 1  | 1  | −2 | −6 | 1  | −2 |
| s | 22 | 1  | −1 | 1  | −1 | 1  | −1 | 1  | −1 | 1  | −1 | −10 | −1 | 1   | −1  | 1  | −1 | 1  | −1 | 1  | −1 | 1  | 10 | 1  | −1 | 1  | −1 | 1  | −1 | 1  | −1 |
| s | 23 | −1 | −1 | −1 | −1 | −1 | −1 | −1 | −1 | −1 | −1 | −1  | −1 | −1  | −1  | −1 | −1 | −1 | −1 | −1 | −1 | −1 | −1 | 22 | −1 | −1 | −1 | −1 | −1 | −1 | −1 |
| s | 24 | 0  | 0  | 0  | 4  | 0  | 0  | 0  | −4 | 0  | 0  | 0   | −8 | 0   | 0   | 0  | −4 | 0  | 0  | 0  | 4  | 0  | 0  | 0  | 8  | 0  | 0  | 0  | 4  | 0  | 0  |
| s | 25 | 0  | 0  | 0  | 0  | −5 | 0  | 0  | 0  | 0  | −5 | 0   | 0  | 0   | 0   | −5 | 0  | 0  | 0  | 0  | −5 | 0  | 0  | 0  | 0  | 20 | 0  | 0  | 0  | 0  | −5 |
| s | 26 | 1  | −1 | 1  | −1 | 1  | −1 | 1  | −1 | 1  | −1 | 1   | −1 | −12 | −1  | 1  | −1 | 1  | −1 | 1  | −1 | 1  | −1 | 1  | −1 | 1  | 12 | 1  | −1 | 1  | −1 |
| s | 27 | 0  | 0  | 0  | 0  | 0  | 0  | 0  | 0  | −9 | 0  | 0   | 0  | 0   | 0   | 0  | 0  | 0  | −9 | 0  | 0  | 0  | 0  | 0  | 0  | 0  | 0  | 18 | 0  | 0  | 0  |
| s | 28 | 0  | 2  | 0  | −2 | 0  | 2  | 0  | −2 | 0  | 2  | 0   | −2 | 0   | −12 | 0  | −2 | 0  | 2  | 0  | −2 | 0  | 2  | 0  | −2 | 0  | 2  | 0  | 12 | 0  | 2  |
| s | 29 | −1 | −1 | −1 | −1 | −1 | −1 | −1 | −1 | −1 | −1 | −1  | −1 | −1  | −1  | −1 | −1 | −1 | −1 | −1 | −1 | −1 | −1 | −1 | −1 | −1 | −1 | −1 | −1 | 28 | −1 |
| s | 30 | −1 | 1  | 2  | 1  | 4  | −2 | −1 | 1  | 2  | −4 | −1  | −2 | −1  | 1   | −8 | 1  | −1 | −2 | −1 | −4 | 2  | 1  | −1 | −2 | 4  | 1  | 2  | 1  | −1 | 8  |

## Рамануџанови развоји
Ако је f(n) аритметичка функција (тј. функција комплексне вредности целих или природних бројева), онда се конвергентни бесконачни ред облика:
{\displaystyle f(n)=\sum _{q=1}^{\infty }a_{q}c_{q}(n)}
или облика:
{\displaystyle f(q)=\sum _{n=1}^{\infty }a_{n}c_{q}(n)}
где су ak ∈ C, назива Рамануџанов развој функције f(n).
Рамануџан је пронашао развоје неких од познатих функција у теорији бројева. Сви ови резултати су доказани на "елементаран" начин (тј. само коришћењем формалних манипулација са редовима и најједноставнијих резултата о конвергенцији).
Развој нулте функције зависи од резултата из аналитичке теорије простих бројева, наиме да ред
{\displaystyle \sum _{n=1}^{\infty }{\frac {\mu (n)}{n}}}
конвергира ка 0, а резултати за r(n) и r′(n) зависе од теорема из ранијег рада.
Све формуле у овом одељку потичу из Рамануџановог рада из 1918. године.

### Генераторне функције
Генераторне функције Рамануџанових збирова су Дирихлеови редови:
{\displaystyle \zeta (s)\sum _{\delta \,\mid \,q}\mu \left({\frac {q}{\delta }}\right)\delta ^{1-s}=\sum _{n=1}^{\infty }{\frac {c_{q}(n)}{n^{s}}}}
је генераторна функција низа cq(1), cq(2), ... где је q константно, а
{\displaystyle {\frac {\sigma _{r-1}(n)}{n^{r-1}\zeta (r)}}=\sum _{q=1}^{\infty }{\frac {c_{q}(n)}{q^{r}}}}
је генераторна функција низа c1(n), c2(n), ... где је n константно.
Постоји и двоструки Дирихлеов ред
{\displaystyle {\frac {\zeta (s)\zeta (r+s-1)}{\zeta (r)}}=\sum _{q=1}^{\infty }\sum _{n=1}^{\infty }{\frac {c_{q}(n)}{q^{r}n^{s}}}.}
Полином са Рамануџановим збировима као коефицијентима може се изразити помоћу циклотомичних полинома
{\displaystyle \sum _{n=1}^{q}c_{q}(n)x^{n-1}=(x^{q}-1){\frac {\Phi _{q}'(x)}{\Phi _{q}(x)}}=\Phi _{q}'(x)\prod _{\begin{array}{c}d\mid q\\[-4pt]d\neq q\end{array}}\Phi _{d}(x)}

### σk(n)
σk(n) је делитељска функција (тј. збир k-тих степена делитеља броја n, укључујући 1 и n). σ0(n), број делитеља од n, обично се пише d(n), а σ1(n), збир делитеља од n, обично се пише σ(n).
Ако је s > 0,
{\displaystyle {\begin{aligned}\sigma _{s}(n)&=n^{s}\zeta (s+1)\left({\frac {c_{1}(n)}{1^{s+1}}}+{\frac {c_{2}(n)}{2^{s+1}}}+{\frac {c_{3}(n)}{3^{s+1}}}+\cdots \right)\\\sigma _{-s}(n)&=\zeta (s+1)\left({\frac {c_{1}(n)}{1^{s+1}}}+{\frac {c_{2}(n)}{2^{s+1}}}+{\frac {c_{3}(n)}{3^{s+1}}}+\cdots \right)\end{aligned}}}
Постављањем s = 1 добија се
{\displaystyle \sigma (n)={\frac {\pi ^{2}}{6}}n\left({\frac {c_{1}(n)}{1}}+{\frac {c_{2}(n)}{4}}+{\frac {c_{3}(n)}{9}}+\cdots \right).}
Ако је Риманова хипотеза тачна, и {\displaystyle -{\tfrac {1}{2}}<s<{\tfrac {1}{2}},}
{\displaystyle \sigma _{s}(n)=\zeta (1-s)\left({\frac {c_{1}(n)}{1^{1-s}}}+{\frac {c_{2}(n)}{2^{1-s}}}+{\frac {c_{3}(n)}{3^{1-s}}}+\cdots \right)=n^{s}\zeta (1+s)\left({\frac {c_{1}(n)}{1^{1+s}}}+{\frac {c_{2}(n)}{2^{1+s}}}+{\frac {c_{3}(n)}{3^{1+s}}}+\cdots \right).}

### d(n)
d(n) = σ0(n) је број делитеља од n, укључујући 1 и n.
{\displaystyle {\begin{aligned}-d(n)&={\frac {\log 1}{1}}c_{1}(n)+{\frac {\log 2}{2}}c_{2}(n)+{\frac {\log 3}{3}}c_{3}(n)+\cdots \\-d(n)(2\gamma +\log n)&={\frac {\log ^{2}1}{1}}c_{1}(n)+{\frac {\log ^{2}2}{2}}c_{2}(n)+{\frac {\log ^{2}3}{3}}c_{3}(n)+\cdots \end{aligned}}}
где је γ = 0.5772... Ојлер-Маскеронијева константа.

### φ(n)
Ојлерова фи функција φ(n) је број позитивних целих бројева мањих од n и узајамно простих са n. Рамануџан дефинише њену генерализацију, ако је
{\displaystyle n=p_{1}^{a_{1}}p_{2}^{a_{2}}p_{3}^{a_{3}}\cdots }
проста факторизација броја n, и s је комплексни број, нека је
{\displaystyle \varphi _{s}(n)=n^{s}(1-p_{1}^{-s})(1-p_{2}^{-s})(1-p_{3}^{-s})\cdots ,}
тако да је φ1(n) = φ(n) Ојлерова функција.
Он доказује да је
{\displaystyle {\frac {\mu (n)n^{s}}{\varphi _{s}(n)\zeta (s)}}=\sum _{\nu =1}^{\infty }{\frac {\mu (n\nu )}{\nu ^{s}}}}
и користи ово да покаже да је
{\displaystyle {\frac {\varphi _{s}(n)\zeta (s+1)}{n^{s}}}={\frac {\mu (1)c_{1}(n)}{\varphi _{s+1}(1)}}+{\frac {\mu (2)c_{2}(n)}{\varphi _{s+1}(2)}}+{\frac {\mu (3)c_{3}(n)}{\varphi _{s+1}(3)}}+\cdots .}
За s = 1,
{\displaystyle \varphi (n)={\frac {6}{\pi ^{2}}}n\left(c_{1}(n)-{\frac {c_{2}(n)}{2^{2}-1}}-{\frac {c_{3}(n)}{3^{2}-1}}-{\frac {c_{5}(n)}{5^{2}-1}}+{\frac {c_{6}(n)}{(2^{2}-1)(3^{2}-1)}}-{\frac {c_{7}(n)}{7^{2}-1}}+{\frac {c_{10}(n)}{(2^{2}-1)(5^{2}-1)}}-\cdots \right).}
Приметимо да је константа инверзна константи у формули за σ(n).

### Λ(n)
Фон Манголтова функција Λ(n) = 0 осим ако је n = pk степен простог броја, у ком случају је то природни логаритам log p.
{\displaystyle -\Lambda (m)=c_{m}(1)+{\frac {1}{2}}c_{m}(2)+{\frac {1}{3}}c_{m}(3)+\cdots }

### Нулта функција
За све n > 0,
{\displaystyle 0=c_{1}(n)+{\frac {1}{2}}c_{2}(n)+{\frac {1}{3}}c_{3}(n)+\cdots .}
Ово је еквивалентно теореми о простим бројевима.

### r2s(n) (збирови квадрата)
r2s(n) је број начина представљања n као збира 2s квадрата, рачунајући различите редоследе и знакове као различите (нпр., r2(13) = 8, јер је 13 = (±2)2 + (±3)2 = (±3)2 + (±2)2.)
Рамануџан дефинише функцију δ2s(n) и позива се на рад у којем је доказао да је r2s(n) = δ2s(n) за s = 1, 2, 3, и 4. За s > 4 он показује да је δ2s(n) добра апроксимација за r2s(n).
s = 1 има посебну формулу:
{\displaystyle \delta _{2}(n)=\pi \left({\frac {c_{1}(n)}{1}}-{\frac {c_{3}(n)}{3}}+{\frac {c_{5}(n)}{5}}-\cdots \right).}
У следећим формулама знаци се понављају са периодом 4.
{\displaystyle {\begin{aligned}\delta _{2s}(n)&={\frac {\pi ^{s}n^{s-1}}{(s-1)!}}\left({\frac {c_{1}(n)}{1^{s}}}+{\frac {c_{4}(n)}{2^{s}}}+{\frac {c_{3}(n)}{3^{s}}}+{\frac {c_{8}(n)}{4^{s}}}+{\frac {c_{5}(n)}{5^{s}}}+{\frac {c_{12}(n)}{6^{s}}}+{\frac {c_{7}(n)}{7^{s}}}+{\frac {c_{16}(n)}{8^{s}}}+\cdots \right)&&s\equiv 0{\pmod {4}}\\[6pt]\delta _{2s}(n)&={\frac {\pi ^{s}n^{s-1}}{(s-1)!}}\left({\frac {c_{1}(n)}{1^{s}}}-{\frac {c_{4}(n)}{2^{s}}}+{\frac {c_{3}(n)}{3^{s}}}-{\frac {c_{8}(n)}{4^{s}}}+{\frac {c_{5}(n)}{5^{s}}}-{\frac {c_{12}(n)}{6^{s}}}+{\frac {c_{7}(n)}{7^{s}}}-{\frac {c_{16}(n)}{8^{s}}}+\cdots \right)&&s\equiv 2{\pmod {4}}\\[6pt]\delta _{2s}(n)&={\frac {\pi ^{s}n^{s-1}}{(s-1)!}}\left({\frac {c_{1}(n)}{1^{s}}}+{\frac {c_{4}(n)}{2^{s}}}-{\frac {c_{3}(n)}{3^{s}}}+{\frac {c_{8}(n)}{4^{s}}}+{\frac {c_{5}(n)}{5^{s}}}+{\frac {c_{12}(n)}{6^{s}}}-{\frac {c_{7}(n)}{7^{s}}}+{\frac {c_{16}(n)}{8^{s}}}+\cdots \right)&&s\equiv 1{\pmod {4}}{\text{ и }}s>1\\[6pt]\delta _{2s}(n)&={\frac {\pi ^{s}n^{s-1}}{(s-1)!}}\left({\frac {c_{1}(n)}{1^{s}}}-{\frac {c_{4}(n)}{2^{s}}}-{\frac {c_{3}(n)}{3^{s}}}-{\frac {c_{8}(n)}{4^{s}}}+{\frac {c_{5}(n)}{5^{s}}}-{\frac {c_{12}(n)}{6^{s}}}-{\frac {c_{7}(n)}{7^{s}}}-{\frac {c_{16}(n)}{8^{s}}}+\cdots \right)&&s\equiv 3{\pmod {4}}\\\end{aligned}}}
и стога,
{\displaystyle {\begin{aligned}r_{2}(n)&=\pi \left({\frac {c_{1}(n)}{1}}-{\frac {c_{3}(n)}{3}}+{\frac {c_{5}(n)}{5}}-{\frac {c_{7}(n)}{7}}+{\frac {c_{11}(n)}{11}}-{\frac {c_{13}(n)}{13}}+{\frac {c_{15}(n)}{15}}-{\frac {c_{17}(n)}{17}}+\cdots \right)\\[6pt]r_{4}(n)&=\pi ^{2}n\left({\frac {c_{1}(n)}{1}}-{\frac {c_{4}(n)}{4}}+{\frac {c_{3}(n)}{9}}-{\frac {c_{8}(n)}{16}}+{\frac {c_{5}(n)}{25}}-{\frac {c_{12}(n)}{36}}+{\frac {c_{7}(n)}{49}}-{\frac {c_{16}(n)}{64}}+\cdots \right)\\[6pt]r_{6}(n)&={\frac {\pi ^{3}n^{2}}{2}}\left({\frac {c_{1}(n)}{1}}-{\frac {c_{4}(n)}{8}}-{\frac {c_{3}(n)}{27}}-{\frac {c_{8}(n)}{64}}+{\frac {c_{5}(n)}{125}}-{\frac {c_{12}(n)}{216}}-{\frac {c_{7}(n)}{343}}-{\frac {c_{16}(n)}{512}}+\cdots \right)\\[6pt]r_{8}(n)&={\frac {\pi ^{4}n^{3}}{6}}\left({\frac {c_{1}(n)}{1}}+{\frac {c_{4}(n)}{16}}+{\frac {c_{3}(n)}{81}}+{\frac {c_{8}(n)}{256}}+{\frac {c_{5}(n)}{625}}+{\frac {c_{12}(n)}{1296}}+{\frac {c_{7}(n)}{2401}}+{\frac {c_{16}(n)}{4096}}+\cdots \right)\end{aligned}}}

### r′2s(n) (збирови троугаоних бројева)
{\displaystyle r'_{2s}(n)} је број начина на које се n може представити као збир 2s троугаоних бројева (тј. бројева 1, 3 = 1 + 2, 6 = 1 + 2 + 3, 10 = 1 + 2 + 3 + 4, 15, ...; n-ти троугаони број је дат формулом n(n + 1)/2.)
Анализа је овде слична оној за квадрате. Рамануџан се позива на исти рад као и за квадрате, где је показао да постоји функција {\displaystyle \delta '_{2s}(n)} таква да је {\displaystyle r'_{2s}(n)=\delta '_{2s}(n)} за s = 1, 2, 3, и 4, и да је за s > 4, {\displaystyle \delta '_{2s}(n)} добра апроксимација за {\displaystyle r'_{2s}(n).}
Опет, s = 1 захтева посебну формулу:
{\displaystyle \delta '_{2}(n)={\frac {\pi }{4}}\left({\frac {c_{1}(4n+1)}{1}}-{\frac {c_{3}(4n+1)}{3}}+{\frac {c_{5}(4n+1)}{5}}-{\frac {c_{7}(4n+1)}{7}}+\cdots \right).}
Ако је s дељиво са 4,
{\displaystyle {\begin{aligned}\delta '_{2s}(n)&={\frac {({\frac {\pi }{2}})^{s}}{(s-1)!}}\left(n+{\frac {s}{4}}\right)^{s-1}\left({\frac {c_{1}(n+{\frac {s}{4}})}{1^{s}}}+{\frac {c_{3}(n+{\frac {s}{4}})}{3^{s}}}+{\frac {c_{5}(n+{\frac {s}{4}})}{5^{s}}}+\cdots \right)&&s\equiv 0{\pmod {4}}\\[6pt]\delta '_{2s}(n)&={\frac {({\frac {\pi }{2}})^{s}}{(s-1)!}}\left(n+{\frac {s}{4}}\right)^{s-1}\left({\frac {c_{1}(2n+{\frac {s}{2}})}{1^{s}}}+{\frac {c_{3}(2n+{\frac {s}{2}})}{3^{s}}}+{\frac {c_{5}(2n+{\frac {s}{2}})}{5^{s}}}+\cdots \right)&&s\equiv 2{\pmod {4}}\\[6pt]\delta '_{2s}(n)&={\frac {({\frac {\pi }{2}})^{s}}{(s-1)!}}\left(n+{\frac {s}{4}}\right)^{s-1}\left({\frac {c_{1}(4n+s)}{1^{s}}}-{\frac {c_{3}(4n+s)}{3^{s}}}+{\frac {c_{5}(4n+s)}{5^{s}}}-\cdots \right)&&s\equiv 1{\pmod {2}}{\text{ и }}s>1\end{aligned}}}
Стога,
{\displaystyle {\begin{aligned}r'_{2}(n)&={\frac {\pi }{4}}\left({\frac {c_{1}(4n+1)}{1}}-{\frac {c_{3}(4n+1)}{3}}+{\frac {c_{5}(4n+1)}{5}}-{\frac {c_{7}(4n+1)}{7}}+\cdots \right)\\[6pt]r'_{4}(n)&=\left({\frac {\pi }{2}}\right)^{2}\left(n+{\frac {1}{2}}\right)\left({\frac {c_{1}(2n+1)}{1}}+{\frac {c_{3}(2n+1)}{9}}+{\frac {c_{5}(2n+1)}{25}}+\cdots \right)\\[6pt]r'_{6}(n)&={\frac {({\frac {\pi }{2}})^{3}}{2}}\left(n+{\frac {3}{4}}\right)^{2}\left({\frac {c_{1}(4n+3)}{1}}-{\frac {c_{3}(4n+3)}{27}}+{\frac {c_{5}(4n+3)}{125}}-\cdots \right)\\[6pt]r'_{8}(n)&={\frac {({\frac {\pi }{2}})^{4}}{6}}(n+1)^{3}\left({\frac {c_{1}(n+1)}{1}}+{\frac {c_{3}(n+1)}{81}}+{\frac {c_{5}(n+1)}{625}}+\cdots \right)\end{aligned}}}

### Збирови
Нека је
{\displaystyle {\begin{aligned}T_{q}(n)&=c_{q}(1)+c_{q}(2)+\cdots +c_{q}(n)\\U_{q}(n)&=T_{q}(n)+{\tfrac {1}{2}}\phi (q)\end{aligned}}}
Тада за s > 1,
{\displaystyle {\begin{aligned}\sigma _{-s}(1)+\cdots +\sigma _{-s}(n)&=\zeta (s+1)\left(n+{\frac {T_{2}(n)}{2^{s+1}}}+{\frac {T_{3}(n)}{3^{s+1}}}+{\frac {T_{4}(n)}{4^{s+1}}}+\cdots \right)\\&=\zeta (s+1)\left(n+{\tfrac {1}{2}}+{\frac {U_{2}(n)}{2^{s+1}}}+{\frac {U_{3}(n)}{3^{s+1}}}+{\frac {U_{4}(n)}{4^{s+1}}}+\cdots \right)-{\tfrac {1}{2}}\zeta (s)\\d(1)+\cdots +d(n)&=-{\frac {T_{2}(n)\log 2}{2}}-{\frac {T_{3}(n)\log 3}{3}}-{\frac {T_{4}(n)\log 4}{4}}-\cdots \\d(1)\log 1+\cdots +d(n)\log n&=-{\frac {T_{2}(n)(2\gamma \log 2-\log ^{2}2)}{2}}-{\frac {T_{3}(n)(2\gamma \log 3-\log ^{2}3)}{3}}-{\frac {T_{4}(n)(2\gamma \log 4-\log ^{2}4)}{4}}-\cdots \\r_{2}(1)+\cdots +r_{2}(n)&=\pi \left(n-{\frac {T_{3}(n)}{3}}+{\frac {T_{5}(n)}{5}}-{\frac {T_{7}(n)}{7}}+\cdots \right)\end{aligned}}}